# Nahua brevis
Nahua brevis är en tvåvingeart som först beskrevs av Rubsaamen 1894.  Nahua brevis ingår i släktet Nahua och familjen sorgmyggor.
Artens utbredningsområde är Colombia. Inga underarter finns listade i Catalogue of Life.